# 侯捷 (官员)

侯捷

侯捷（1931年1月15日—2000年1月3日），男，汉族，河北滦县人，中华人民共和国政治人物。曾任黑龙江省人民政府省长、中华人民共和国建设部部长。中共第十二、十三、十四届中央委员。

## 生平
1946年3月参加革命工作。1948年12月加入中国共产党。历任绥棱县人民政府财政科副科长、县财粮科科长、绥棱县县长、松花江地区水利局副局长、绥化地区副专员、中共绥化地委副书记等职。1976年6月调任黑龙江省农业办公室副主任。1977年，历任黑龙江省省委常委、副书记、省长等。1988年，调入中央，任中华人民共和国水利部副部长。1991年，改任中华人民共和国建设部部长。1998年3月担任第九届全国政协常委、人口资源环境委员会主任。